# Dauerbaustelle (Projektmanagement)
Im Projektmanagement beschreibt der Begriff Dauerbaustelle ein „Projekt ohne Terminierung“.
Diese Verwendung von Dauerbaustelle ist eine Metapher, die den Begriff Dauerbaustelle aus dem Bauwesen aufgreift und im übertragenen Sinne verwendet: Als Dauerbaustelle wird ein Projekt bezeichnet, das ständige Erweiterungen und Veränderungen erfährt, niemals als abgeschlossen betrachtet werden kann und insofern keiner Terminierung unterliegt. Diese Dauerbaustelle kann auch als Konzept, als Idee, betrachtet werden. Das Fehlen eines Zeitrahmens deutet in der Regel auf einen Verzicht auf Projektplanung hin, für die Qualität des Ergebnisses, den Erfolg muss das jedoch nicht von Relevanz sein. Auch die Wikipedia lässt sich in diesem Sinne als Dauerbaustelle verstehen: Die unkontrollierte und unvorhersehbare Form des Wachstums erfordert ständige Umstrukturierungen und Umbauarbeiten.